# Luciano Nervi
Luciano Nervi SMM (ur. 26 stycznia 1938 w Sforzatica, zm. 8 marca 2005 w Blantyre) – włoski duchowny katolicki pracujący w Malawi, biskup Mangochi w 2005.

## Życiorys
Święcenia kapłańskie przyjął 25 lutego 1961 jako członek Towarzystwa Maryi (montfortian). Pracował początkowo jako wykładowca w rodzinnym kraju, a następnie wyjechał na misje do Malawi i podjął pracę duszpasterską w diecezji Mangochi. Był także regionalnym przełożonym zgromadzenia. W 1987 powrócił do Włoch.
20 listopada 2004 papież Jan Paweł II mianował go biskupem Mangochi. Sakry biskupiej udzielił mu 29 stycznia 2005 abp Orlando Antonini.
Zmarł w szpitalu w Blantyre 8 marca 2005 w wyniku powikłań po przebytej w młodości malarii.